# Vicente Arraya
Vicente Arraya Castro (Oruro, 25 de enero de 1922-La Paz, 21 de noviembre de 1992), conocido deportivamente como «La Flecha Andina», fue un futbolista y entrenador boliviano de mediados del siglo XX. Jugaba como guardameta. A nivel internacional representó a la selección boliviana en el Mundial de Brasil 1950.

## Biografía
Es considerado por los historiadores como uno de los mejores arqueros de la historia del fútbol boliviano.
De buen porte, se caracterizó por sus novedosos y acrobáticos 'vuelos' con los que atajaba, además de ser muy osado a la hora de salir a cortar las jugadas, llegando a arriesgar en muchas ocasiones su propio físico.
Aunque nació en Oruro debutó en el Club Ferroviario de la ciudad de La Paz a finales de los años 30, para posteriormente incorporarse al Club The Strongest donde mostró su mejor faceta. 
Fue el año 1941, durante un partido entre su equipo The Strongest y el mejor Independiente de la historia, que es observado por dirigentes del fútbol argentino y durante la visita del Atlanta es fichado por este equipo con lo que se convierte así en el primer futbolista, junto con Alberto Achá (que se fue a México aquel mismo año y también de The Strongest) en ser fichado por un equipo del exterior.
Es así que juega durante la temporada de 1944 en el Club Atlético Atlanta de la ciudad de Buenos Aires, donde tiene una destacada actuación en los 8 partidos que le tocó disputar y donde recibió el apodo de La Flecha Andina por su velocidad.
En 1945 regresa a The Strongest donde prosigue con gran éxito su carrera deportiva hasta su retiro en el año de 1952, cuando su equipo logra su primer Título Nacional.
Fue el portero indiscutible de la Selección en los años 40, llegando a disputar 26 partidos oficiales destacando los Campeonatos Sudamericanos de 1945, 1946, 1947 y 1949 cuando Bolivia logra un histórico 4º lugar, su mejor papel en este torneo fuera de Bolivia. También participa en el Mundial de Brasil de 1950 la segunda cita mundialista de Bolivia donde juega el único partido de esta frente a Uruguay que fue Campeón.
Posteriormente se dedica a la Dirección Técnica de equipos nacionales como el Club The Strongest, el Club Chaco Petrolero y el Club Always Ready, siendo con este último que realiza la primera y única gira de un equipo boliviano en Europa en 1961.
También fue Director Técnico de la Selección Boliviana durante el Campeonato Sudamericano de 1959 de Argentina y en la Copa Paz del Chaco de 1962 que ganó Bolivia.
Falleció el 21 de noviembre de 1992 a la edad de 70 años.

## Selección nacional
| Competición             | País      | Resultado | Año  |
| ----------------------- | --------- | --------- | ---- |
| Campeonato Sudamericano | Chile     | 6º lugar  | 1945 |
| Campeonato Sudamericano | Argentina | 6º lugar  | 1946 |
| Campeonato Sudamericano | Ecuador   | 7º lugar  | 1947 |
| Campeonato Sudamericano | Brasil    | 4º lugar  | 1949 |
| Copa Mundial de Fútbol  | Brasil    | 1ª fase   | 1950 |

## Clubes
| Club          | País      | Año         |
| ------------- | --------- | ----------- |
| Ferroviario   | Bolivia   | 1937 - 1939 |
| The Strongest | Bolivia   | 1940 - 1944 |
| Atlanta       | Argentina | 1944        |
| The Strongest | Bolivia   | 1945 - 1952 |

## Palmarés

### Como jugador
Títulos regionales
| Título            | Club          | País    | Año  |
| ----------------- | ------------- | ------- | ---- |
| Campeonato Paceño | The Strongest | Bolivia | 1943 |
| Campeonato Paceño | The Strongest | Bolivia | 1945 |
| Campeonato Paceño | The Strongest | Bolivia | 1946 |
| Campeonato Paceño | The Strongest | Bolivia | 1952 |